# Akakos
Akakos (altgriechisch Ἄκακος Ákakos) ist in der griechischen Mythologie der eponyme Gründer der arkadischen Stadt Akakesion.
Er ist einer der Söhne des Lykaon, die sämtlich als Gründer einer arkadischen Stadt gelten. Nach Pausanias galt er bei den Arkadiern als Erzieher des Hermes, der nach ihm den Beinamen Akakesios (Ἀκακήσιος) hatte und der auf einem Hügel in der Nähe Akakesions mit einer Kultstatue verehrt wurde. Pausanias erwähnt, dass es einen anderen Mythos zu Hermes Akakesios in Theben und Tanagra gegeben habe, führt diesen jedoch nicht weiter aus.
Vermutlich ist Hermes Akakesios mit dem homerischen Hermes zu identifizieren, der als Abwehrer des Unglücks und als Spender guter Gaben (Ἑρμείας ἀκάκητα) bekannt ist.